# Timorboeboekuil
De timorboeboekuil (Ninox fusca) is een vogel uit de familie Strigidae (Echte uilen). De vogel werd in 1817 door Louis Pierre Vieillot geldig beschreven als aparte soort: Strix fusca. Later (in 1914) werd de vogel als ondersoort van de Australische boeboekuil (N. boobook)  opgevat, maar volgens onderzoek gepubliceerd in 2017 kan de vogel toch als aparte soort worden opgevat.

## Verspreiding en leefgebied
Deze soort komt voor op Timor (oostelijke Kleine Soenda-eilanden). De soort staat als niet bedreigd op de Rode Lijst van de IUCN.